# Gasthuis

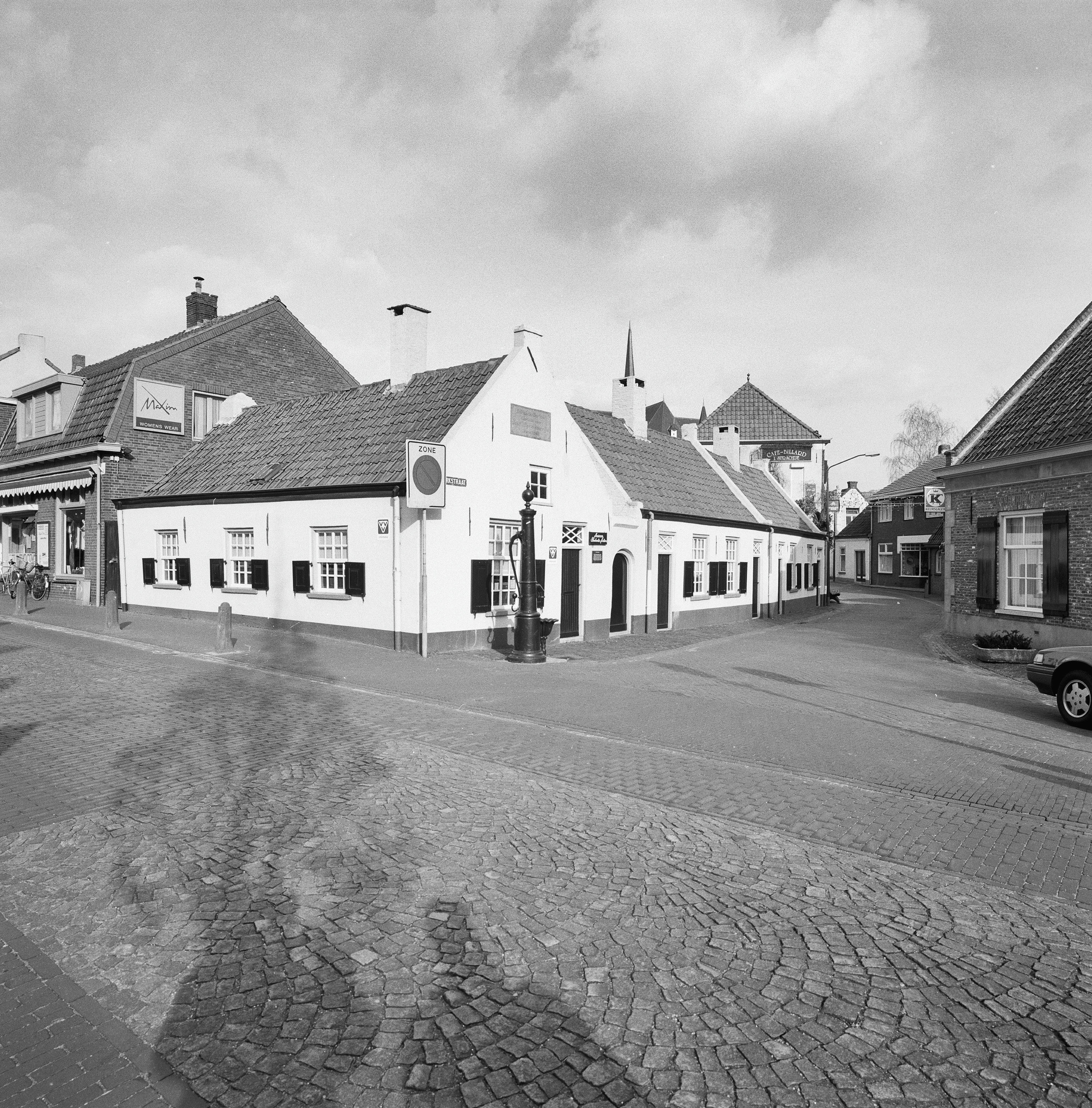
Sint-Paulusgasthuis, daterend van 1546, te Sint-Oedenrode in 1997

Een gasthuis was in de middeleeuwen een instelling voor de nachtelijke opvang van daklozen. De gasten aan wie een slaapplaats werd geboden varieerden van landlopers tot pelgrims. Later ontstonden vele vormen van gasthuizen, waarvan de belangrijkste de opvang van zieken en bejaarden was. Uit deze gasthuizen zijn het huidige ziekenhuis, verpleeghuis en verzorgingshuis ontstaan, waarvan vele het woord gasthuis nog in hun naam dragen.
In Vlaanderen is het woord gasthuis nog wat meer gangbaar dan in Nederland, en dan vooral in de betekenis van ziekenhuis. De vele gasthuisstraten, pleinen en wijken in Nederland en Vlaanderen verwijzen naar oude gasthuizen en ziekenhuizen. Een veelgebruikt synoniem voor gasthuis is godshuis. Mede doordat de verzorging van hulpbehoevenden in gasthuizen veelal een taak was van gelovigen zoals nonnen. Het woord godshuis is minder scherp omlijnd omdat het verschillende betekenissen heeft.

## Etymologie
Het woord gasthuis is een samenstelling van gast in de betekenis van vreemdeling, en huis. Het woord is waarschijnlijk afgeleid van het middeleeuws Latijnse hospitale, dat huis voor ontvangst van vreemdelingen betekent. De oorspronkelijke betekenis was reeds in de 17e eeuw verouderd en verdrongen door de betekenis liefdadig gesticht of godshuis. Nog later verschoof de betekenis naar ziekenhuis.

## Geschiedenis
De steden die in de middeleeuwen in de Lage Landen ontstonden, ondervonden overlast van vreemdelingen die geen onderdak hadden. Deze daklozen vormden een bont gezelschap van weggelopen lijfeigenen, ontsnapte misdadigers, mensen die verbannen waren of door een oorlog alles waren kwijtgeraakt. Soms waren er ook pelgrims bij die geen herberg konden betalen en handwerkslieden die elders niet toegelaten werden tot een gilde en in de stad hun geluk kwamen beproeven. De stedelijke besturen trachtten zich van deze vreemdelingen te ontdoen, maar ze slaagden daarin niet omdat godsvruchtige inwoners zich over hen ontfermden. Aan de kloosterpoorten werden aalmoezen uitgedeeld en de broederschappen die zich wijdden aan de zeven werken van barmhartigheid richtten gasthuizen op om de vreemdelingen te herbergen. Het gasthuis werd vernoemd naar de beschermheilige van de broederschap. Om reizigers die aankwamen als de stadspoort gesloten was, toch onderdak te kunnen bieden, werden ook buiten de poorten gasthuizen ingericht. Ook gasthuizen voor besmettelijke zieken en geesteszieken waren buiten de stadspoorten gelegen.
De bouw van een gasthuis begon doorgaans met de oprichting van een kapel; de zorg voor de ziel ging voor die van het lichaam. De eerste gasthuizen bestonden uit een lange zaal die uitkwam op de kapel. De zaal had een schouw waarin een open vuur kon worden ontstoken. De bedden stonden langs de kanten en de gasten konden zich warmen bij het open vuur. De zaal had een opzichter, die in dienst was van de beherende broederschap. Hij zorgde voor het schoonhouden van de inrichting en hield orde onder de gasten. Omdat de broederschappen alle vormen van barmhartigheid wilden betrachten, begonnen ze de gasten zo nu en dan ook te voeden en te laven. Na verloop van tijd kreeg dit meer omvang en werd het regel. Nog later werd ook voedsel uitgereikt aan arme inwoners van de stad en ontstonden de zogenaamde 'armenpotten'.
De ontwikkeling zette zich door en de gasthuizen gingen ook hulpbehoevende gasten opnemen voor meerdere nachten, zodat ze duurzaam onderhouden en ook verpleegd konden worden. Gewoonlijk gold deze zorg zieken en bejaarden. Maar langzaamaan werd de zorg uitgebreid en ontstonden verschillende soorten gasthuizen, elk met een eigen doelgroep. Voorbeelden van doelgroepen zijn zieken en bejaarden, pelgrims op weg naar een bepaalde bedevaartplaats, leden van een bepaald gilde.
De meeste van deze vormen van middeleeuwse gasthuizen hebben zich in de loop der tijd niet kunnen handhaven. Met de groei van het reizigersverkeer groeide het aantal herbergen en verloor het gasthuis de hotelfunctie. Het aantal gasthuizen liep daardoor sterk terug. Een aantal gasthuizen nam in de 17e eeuw een chirurgijn in dienst. Die kreeg een verbandzaal tot zijn beschikking, waarin hij operaties uitvoerde. Later gingen ze ook doctoren toelaten en ontwikkelden deze gasthuizen zich tot ziekenhuizen. Andere gasthuizen gingen zich toeleggen op huisvesting, verzorging en verpleging van ouden van dagen. De welgestelden onder hen konden eigen kamers huren, terwijl de minder bedeelden op zalen werden ondergebracht. Er waren aparte zalen voor mannen en vrouwen, waardoor arme echtparen gescheiden werden. Veel van deze gasthuizen zijn geëvolueerd tot moderne verpleeg- en verzorgingshuizen.

## Gasthuizen in Nederland

### Amersfoort
Amersfoort kende drie gasthuizen. Het oudste was het Sint Pietersgasthuis, gelegen buiten de stadsmuur bij het Spui. De eerste vermelding van het huis dateert uit 1391. Het tweede gasthuis was het Sacramentsgasthuis, in 1573 gesticht door Wouter van Blokland en zijn vrouw Johanna Pieck. Naar de stichters wordt het ook het Bloklandgasthuis genoemd. Het was gelegen aan de Langestraat. In 1804 werden de twee samengevoegd tot het Sint Pieters- en Bloklands Gasthuis op de locatie van het Sint Pietersgasthuis. Op die plek werd in de 20e eeuw een nieuw gebouw gerealiseerd met behoud van de kapel uit 1500 en de mannenzaal uit 1535. In 2014 werd een twee jaar durende renovatie afgerond waarbij het gebouw geschikt werd gemaakt als verpleeghuis.
Het derde gasthuis was het Sint Elisabeth Gasthuis dat in 1578 gevestigd werd in een pand in de Muurhuizen waar drie zieken konden worden verzorgd. In 1906 werd een pand aan de Sint Andriesstraat gebouwd met plek voor vijftig zieken. In 1969 werd een nieuw ziekenhuis betrokken aan de Heiligenbergerweg. Het oude gebouw werd in gebruik genomen als verpleeghuis. In 1978 vond een splitsing plaats tussen verpleeghuis en ziekenhuis. Het ziekenhuis fuseerde in 1992 met het protestants-christelijke ziekenhuis De Lichtenberg. Het verpleeghuis ging verder onder de naam St Elisabeth Verpleeg- en Gasthuis.

### Amsterdam
In Amsterdam bevonden zich meerdere gasthuizen, zoals het Binnengasthuis, het Wilhelminagasthuis en het Onze Lieve Vrouwe Gasthuis (het latere OLVG). Voor de alteratie in 1578 was in het Binnengasthuis bij de Grimburgwal het Oude en Nieuwe Nonnenklooster gevestigd, nadien werd dit het Sint Pietersgasthuis. Na de alteratie ging het middeleeuwse Onze Lieve Vrouwe Gasthuis op in het Sint Pietersgasthuis. Sinds de opening van het Buitengasthuis in 1635, werd het oorspronkelijke Sint Pietersgasthuis, het Binnengasthuis genoemd. In 1898 werd een nieuw Onze Lieve Vrouwe Gasthuis gesticht aan het Oosterpark. In 1981 verhuisde het Binnengasthuis, samen met het Wilhelminagasthuis, naar het Academisch Medisch Centrum in Amsterdam-Zuidoost. Sindsdien is het terrein van het Binnengasthuis grotendeels in gebruik bij de Universiteit van Amsterdam.

### Arnhem
In Arnhem zijn in de loop der eeuwen drie gasthuizen gesticht: het Sint-Catharinagasthuis (voor 1246), het Sint-Anthoniegasthuis (1395) en het Sint-Petersgasthuis (1401). Inmiddels zijn deze gasthuizen, samen met andere zorginstellingen, opgegaan in de zorgorganisatie DrieGasthuizengroep.

### Beek
In Beek herinnert de Gasthuissteeg aan het verdwenen gasthuis achter de Sint Martinuskerk. In 1504 werd het dorp belegerd door Gelderse ruiters. De bevolking schoot ter verdediging met pijl-en-boog vanuit de weertoren van de kerk zo'n drie tot vijf aanvallers neer, onder wie een kapitein. Als represaille brandden de Gelderse soldaten het hele dorp plat. Ze gaven echter gehoor aan de smeekbeden van vrouwen en spaarden het gasthuis. Het is waarschijnlijk in de 17e eeuw gesloten en gesloopt, al zijn er geen geschreven bronnen bewaard gebleven die dat bevestigen.

### Den Haag
Het Sint Nicolaas Gasthuis werd in 1355, op kosten van Graaf Willem V gesticht en stond aan het begin van de Oude Molstraat, op de hoek met de Grote Halstraat. Hertog Aelbrecht heeft het ook rijkelijk begiftigd. Tot de negentiende eeuw woonden er oude vrouwen en mannen in het gasthuis. Aan het begin van die eeuw werd het een gasthuis voor uitsluitend vrouwelijke inwonende bejaarden. In 1904 verhuisde het Gasthuis van de Grote Halstraat naar een nieuw gebouwd pand aan de Amsterdamse Veerkade. In 1967 hield het Gasthuis aan de Amsterdamse Veerkade op te bestaan.
Het Oude Mannenhuis, gelegen tussen het Noordeinde en de Oude Molstraat, werd op 9 september 1773 in gebruik genomen. Het Oude Mannenhuis was bestemd voor maximaal dertig mannen, die een bewijs van lidmaatschap van de Gereformeerde Gemeente konden overleggen, waarmee indertijd werd bedoeld lidmaten van de Nederlands Hervormde Kerk. Omstreeks 1950 werd deze bepaling door de regenten uitgelegd als 'alle godsdiensten die niet strijdig zijn met de Hervormde'. Op 1 oktober 1979 sloot het Oude Mannenhuis de deuren en de laatste zestien bewoners van het Oude Mannenhuis vertrokken naar andere bejaardencentra.

### Deventer

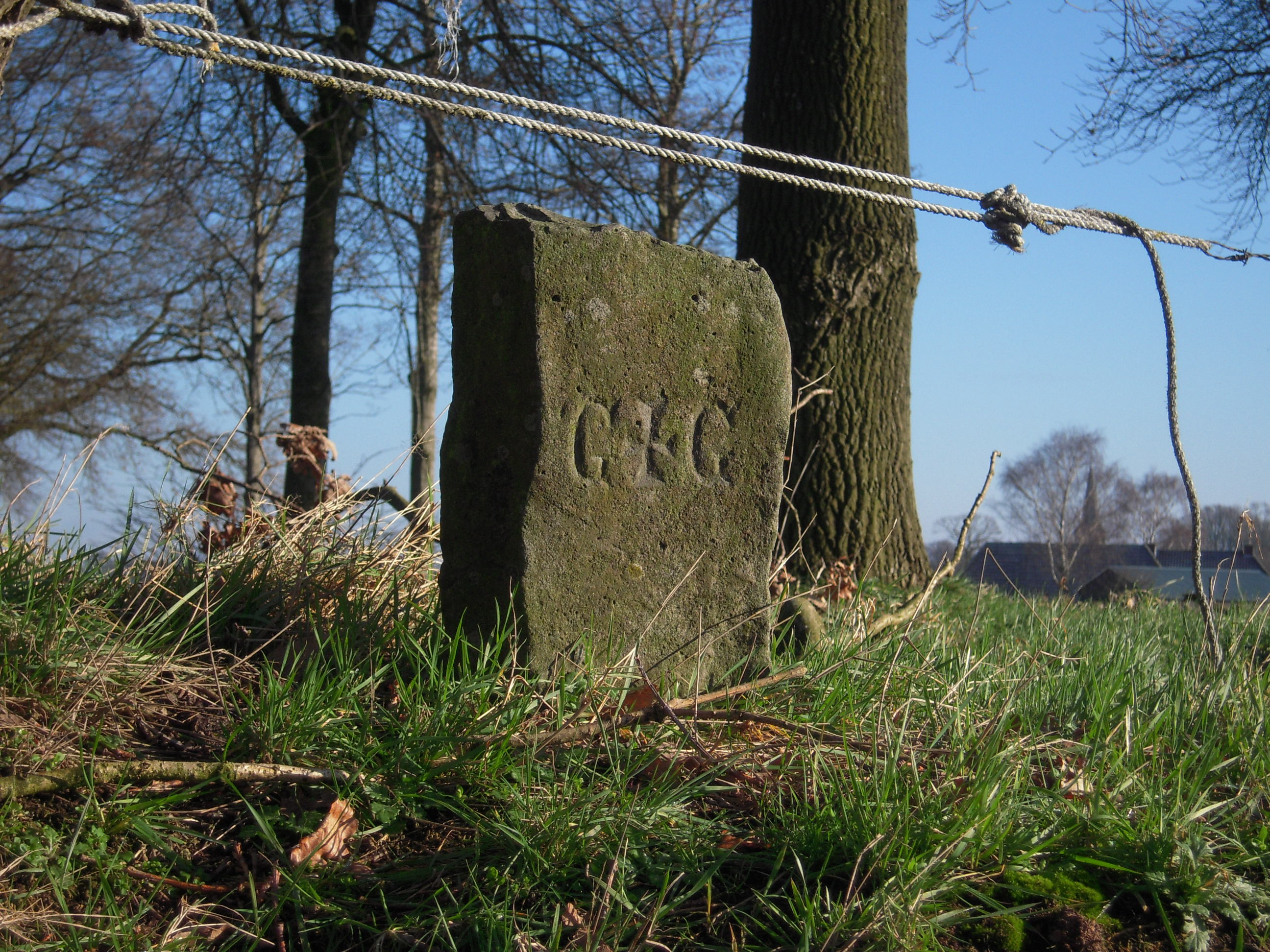
Natuurstenen grenspaal bij Lettele, die ooit de landerijen markeerde van het Heilige Geest Gasthuis te Deventer.

Vanaf de 13de eeuw ontstonden in Deventer diverse gasthuizen, waaronder het Geertruidengasthuis, het Sint-Elisabeths- en Sint-Jurriëngasthuis, het Voorster Gasthuis en het Heilige Geest Gasthuis. Veelal waren deze gasthuizen aan kloostergemeenschappen verbonden. Het Heilige Geest Gasthuis, het oudste, was al in 1267 gevestigd op de hoek van de Brink en de Kleine Overstraat. Aanvankelijk was het huis ingericht als slaapplaats voor armlastige reizigers en vreemdelingen. Later vonden ook zieken en bejaarden er onderdak. In 1645 werd het gasthuis verplaatst naar het inmiddels verdwenen Meester Geertshuis aan de Bagijnenstraat, dat ooit door Geert Grote was gesticht.
Inkomsten kwamen naast giften vooral uit grondbezit. Het Heilige Geest Gasthuis bezat gronden rond Deventer, die werden verpacht. De grenzen van deze landerijen werden aangegeven door natuurstenen paaltjes met het opschrift “G†G”, zoals er op de Enk bij Lettele nog een is terug te vinden.

### Gouda

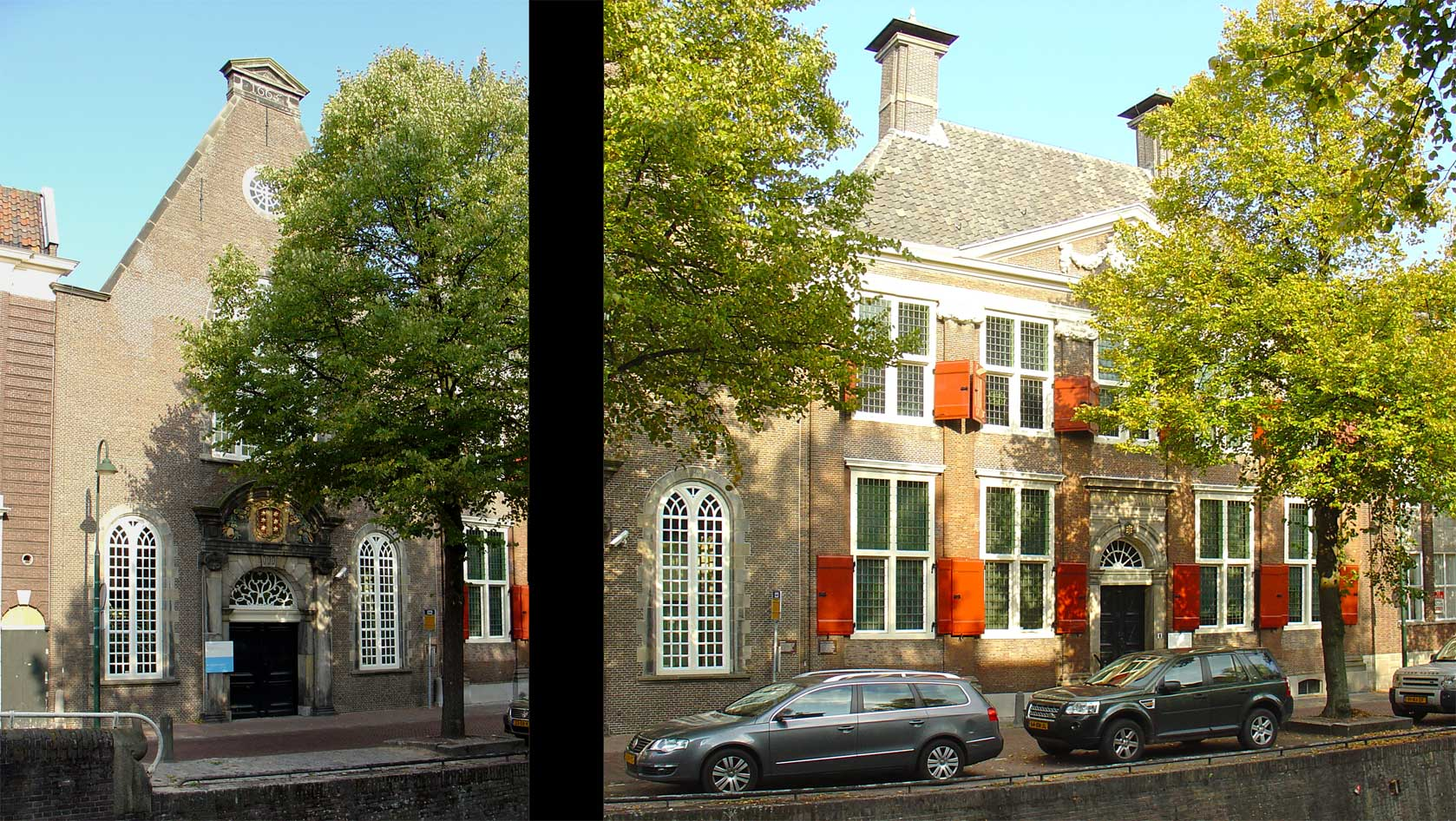
Het Catharinagasthuis aan de Oosthaven te Gouda

Het Catharina Gasthuis in Gouda dateert uit de 14e eeuw en heeft tot 1910 dienstgedaan als ziekenhuis. Na de komst van het Van Itersonziekenhuis werd er een bejaardenhuis van gemaakt. Deze functie vervulde het gebouw tot 1938. Na negen jaar van leegstand werd het gebouw in 1947 geschikt gemaakt als museum het Catharijne Gasthuis, het latere MuseumgoudA. Het Sint Elisabeth Gasthuis in Gouda stond oorspronkelijk aan de Spieringstraat, verhuisde in 1577 naar de Kleiweg. Het gebouw deed dienst als bejaardentehuis voor vrouwen. Na de komst van een nieuw verzorgingstehuis (Huize Juliana) in 1938 werd het gebouw aan de Kleiweg afgebroken.

### Groningen

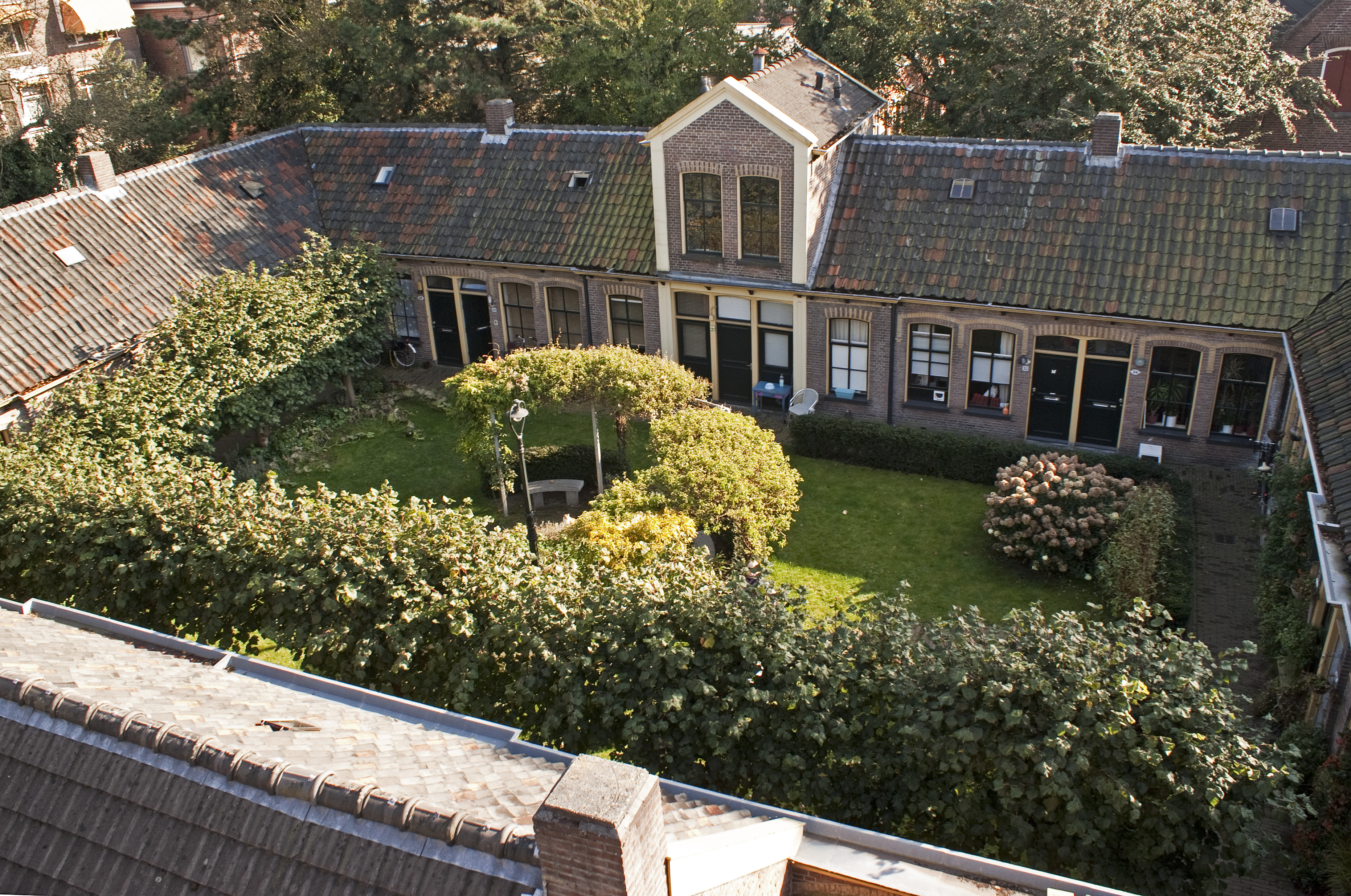
Het Middengasthuis aan de Kleine Rozenstraat in Groningen

In Groningen wordt het begrip gasthuis voornamelijk gebruikt voor wat in andere steden een hofje wordt genoemd. Sommige van de Groningse hofjes hebben overigens wel de functie van gasthuis gehad.
In alfabetische volgorde:
Aduardergasthuis, Affien Olthofsgasthuis, Juffer Tette Alberdagasthuis, Sint Anthonygasthuis, Gerarda Cockinghagasthuis, Corneliagasthuis, Doopsgezind Gasthuis, Jacob- en Annagasthuis, Jan Luitjes of Jannes Baroldigasthuis, Latteringegasthuis, Juffer Margarethagasthuis, Sint Martinusgasthuis, Middengasthuis (Kleine Rozenstraat), Middengasthuis (Grote Leliestraat), Pelstergasthuis, Pepergasthuis, Pieternellagasthuis, Remonstrants Gasthuis, Schoonbeeks of Wytzesgasthuis, St. Annengasthuis, Typografengasthuis, Ubbenagasthuis, Anna Varwersgasthuis, Gasthuis voor den Werkende stand en Zeylsgasthuis.

### 's-Hertogenbosch
Groot Ziekengasthuis, locatie van het Jeroen Bosch Ziekenhuis.

### Hoorn (Noord-Holland)
Een eerste vermelding is bekend van eind 14e-eeuw. Dit gasthuis, vernoemd naar Johannes de Doper, stond aan, of nabij de Roode Steen. In de daaropvolgende eeuwen werd een nieuwbouw steeds meer richting het Kerkplein gebouwd met uiteindelijk het huidige Sint-Jansgasthuis uit 1563 als resultaat. Na opheffing behield het nieuwe katholieke ziekenhuis wel de naam Sint-Jansgasthuis.

### Leeuwarden
Leeuwarden kent een aantal gasthuizen, zoals het Oud Sint Anthonygasthuis aan de Grote Kerkstraat, te herkennen aan de gouden bel aan de gevel. Dit is een symbool van Sint Anthonius (net als het varkentje, de rozenkrans, een staf in de vorm van een T, een boek en een fakkel). Het Nieuw Sint Anthonygasthuis aan het Perkswaltje. Het Gabbemagasthuis aan de Wijbrand de Geeststraat en het Marcelis Goverts Gasthuis aan de Noordersingel deze is thans in gebruik als hospice. In de omgeving van de Grote of Jacobijnerkerk liggen een drietal hofjes: Het Boshuisengasthuis, het Luilekkerland en het oude Ritske Boelema-Gasthuis. Deze laatste is een aantal jaar geleden omgebouwd tot 3 woonhuizen.

### Maastricht
Maastricht telde in 1500 dertien gasthuizen; in 1626 waren er daarvan nog maar zes over. Binnen de claustrale singel van het Sint-Servaaskapittel lagen het Sint-Servaasgasthuis en het Sint-Jacobsgasthuis, die zich beide primair op zieke en behoeftige bedevaartgangers richtten. Vanaf de zestiende eeuw nam het aantal pelgrims in Maastricht sterk af, waardoor veel gasthuizen verdwenen of zich op andere doelgroepen gingen richten.

### Rotterdam
Het Sint Franciscus Gasthuis is oorspronkelijk opgericht voor kosteloze opname van arme Rooms-katholieke zieken.

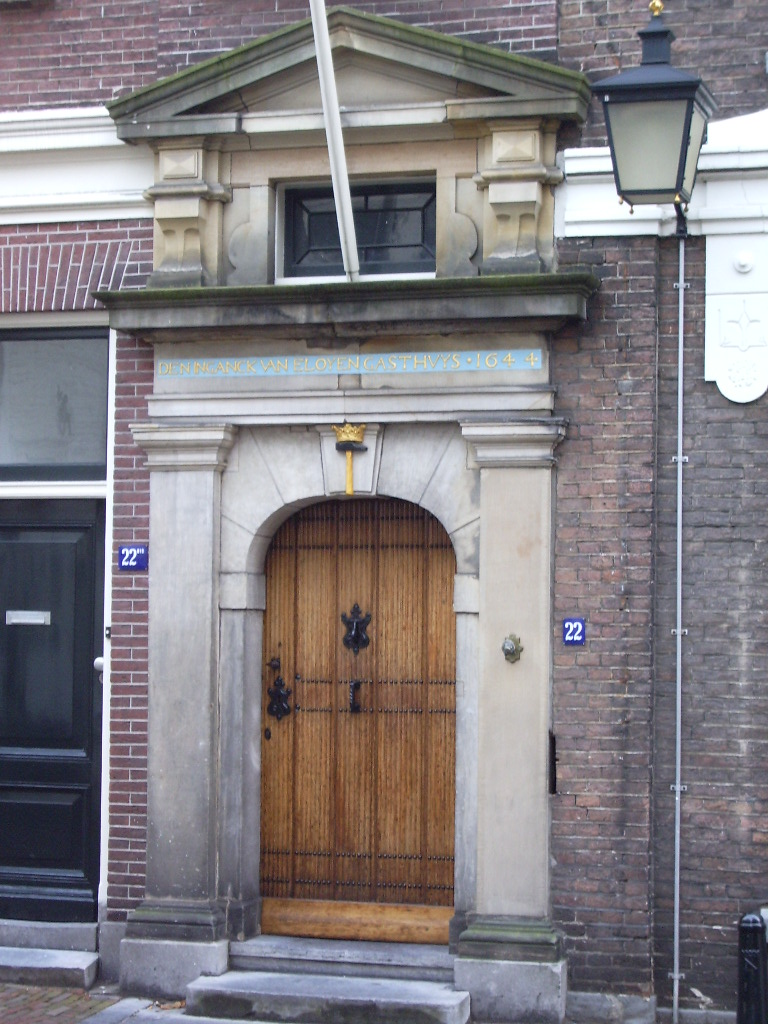
De ingang aan de Boterstraat in Utrecht van het St. Eloyen Gasthuis

### Utrecht
De plaats Utrecht telde 18 of meer gasthuizen, met als oudste het voormalige Catharijnegasthuis dat uiterlijk in 1133 werd gesticht door johannieters. Zieke smeden werden gedurende vele eeuwen verzorgd en verpleegd in (de directe omgeving van) het eigen gildehuis, het thans nog bestaande Sint Eloyen Gasthuis. In 1858 werd door F.C. Donders het Ooglijdersgasthuis opgericht, wat ook wel het Nederlandsch Gasthuis voor Behoeftige en Minvermogende Ooglijders genoemd werd.

### Zaltbommel
In Zaltbommel bevindt zich het Groote Bommelsche Gasthuis.

### Zwolle
In Zwolle bevindt zich het Pestengasthuis, dat zijn naam heeft ontleend aan het feit dat hier mensen met de pest werden behandeld.